# Beatrice Lamwaka
Béatrice Lamwaka, nascida em Alokolum, no distrito de Gulu, é uma escritora do Uganda. Foi nomeada para o Prémio Caine em 2011 pelo seu conto Butterfly Dreams.
Nas suas obras, ela aborda questões que afectam as mulheres em particular, a HIV/AIDS, o impacto das guerras sobre as mulheres, as crianças e a sociedade ugandense, recorrendo por vezes a elementos autobiográficos, uma vez que viveu a sua infância numa zona marcada por duas décadas de conflito e onde o exército ugandês chegou entrar confronto com uma milícia, o Exército de Resistência do Senhor.

## Biografia
Lamwaka nasceu e foi criada em Alokolum, no distrito de Gulu, no Uganda, onde o seu pai trabalhou como médico assistente. Alokolum é uma cidade no norte de Uganda, uma região devastada pela guerra civil desde o fim da década de 1980. Durante algum tempo ela é obrigada a ir viver com parentes devido à guerra. Um dos seus irmãos é sequestrado pelo Lord's Resistance Army (LRA), uma milícia controlada por Joseph Kony que não hesita em capturar crianças para transformá-las em soldados ou escravos. Contra todas as probabilidades, o seu irmão sobrevive e consegue voltar para a família alguns meses depois. Mas nem ele, nem sua família falam sobre o que ele passou. Ele acabou por morrer de pneumonia com 15 anos.
Ela estudou em Namugongo, antes de entrar na Universidade Makerere, onde se formou em literatura e inglês. Também foi lá que fez o mestrado em direitos humanos.
Em 1998, no seu terceiro ano na Makerere, tornou-se membro da FEMRITE, uma organização cujo objectivo é promover escritoras e facilitar sua publicação. Dedica parte do seu tempo à escrita, encontrando também, ao colocar palavras em páginas, uma forma de expressar o que viveu na infância, através das ficções.
Em 2001, seu primeiro conto, Vengeance of the Gods, foi publicado numa antologia, Words From A Granary. Em 2002, escreveu Queen of Tobacco que é retomada pelo British Council no projecto Crossing Borders, liderado pelo professor Graham Mort.
Em 2011, ela foi nomeada para o Prémio Caine pelo conto parcialmente autobiográfico, intitulado Butterfly Dreams. 
Os seus contos são publicados em várias colecções e antologias, como To See the Mountain e outras histórias, Violeta africana e outras histórias, Butterfly Dreams e Other Stories from Uganda, Words from A Granary, World of Our Own, Farming Ashes, Summoning the Rains, Queer Africa: New and Collected Fiction, PMS poemmemoirstory.
Ela trabalha como professora e investigadora no Uganda. Recebeu uma bolsa de estudos da Fundação Harry Frank Guggenheim. Em 2009, tornou-se escritora residente no Château de Lavigny, Suíça.
Em novembro de 2013, ela faz uma residência no Bellagio Center da Rockefeller Foundation. Em 2011, recebeu o prémio Young Achievers Award na categoria Arte, Cultura e Moda.
Ela também é fundadora e directora da Arts Therapy Foundation, uma organização sem fins lucrativos que fornece suporte psicológico e emocional através da terapia artística. Ela é Secretária Geral do PEN no Uganda.

## Publicações principais
Entre as suas obras encontram-se:

### Livro de histórias
- Lamwaka, Beatrice (2003). Anena's Victory. Kampala: Fountain Publishers. ISBN 9970-02-189-3

### Novelas
- Safe House, em Explorations in Creative Nonfiction [S.I]: Literary Collections. 2016. ISBN 9781459735491
- "Chefe da Casa", em Queer Africa. [S.l.]: MaThoko's Books. 2013. ISBN 978-1-920590-33-8
- "Butterfly Dreams", em Word of our own and other stories. [S.l.]: Lakalatwe Books. 2012. ISBN 978-9970-70-025-7
- "Cerimônia de Bonding", em Summoning the rains. [S.l.]: Femrite Publications. 2012. ISBN 978-9970-70-025-7
- "Butterfly Dreams", em To See the Mountain and other stories. [S.l.]: New Internationalist Publications LTD. 2011. ISBN 978-1-906523-86-2
- "Memória engarrafada", em To See the Mountain and other stories. [S.l.]: New Internationalist Publications LTD. 2011. ISBN 978-1-906523-86-2
- Pillar of Love, em African Violet and Other Stories. [S.l.]: New Internationalist Publications LTD. 2011. ISBN 978-1-78026-074-7 [14]
- "Butterfly Dreams", em Butterfly Dreams and Other Stories from Uganda. [S.l.]: Typhon media. 2010. ISBN 978-988-15-1658-9
- "The Garden of Mushrooms", em Faming Ashes. [S.l.]: Femrite Publications. 2009. ISBN 978-9970-70-020-2
- "Village Queen", em Talking Tales. [S.l.]: Femrite Publications. 2009. ISBN 978-9970-70-021-9
- "A Família de Três"; "O bully"; e "The Garden of Mushrooms", em Women in Warzone Experiences. [S.l.]: Femrite Publications. 2009
- "The Star in My Camp", em Writing from Africa 2009 (em inglês). [S.l.]: Johnson and Kingjames Books. 2009. ISBN 978-0-620-43428-7
- "I Always Know", em Painted Voices. [S.l.]: Femrite Publications. 2009. ISBN 978-9970-70-018-9
- "Vengeance of Gods", nas Words from a Granary. [S.l.]: Femrite Publications. 2001. ISBN 978-9970-70-001-1
- "Queen of Tobacco", Gowanus Books, 2002

### Poemas
- "Mwoc Acoli", "Nyeri", em A Thousand Voices Rising. [S.l.]: BN Poetry Foundation. 2014. ISBN 978-9970-92-340-3
- "The Stars in Gulu", Painted Voices. [S.l.]: Femrite Publications. 2009. ISBN 978-9970-70-018-9

## Prémios e Nomeações
- Bolsistas do programa de Cultura, Artes e Sociedade, Salzburg Global[15]
- 2018 - Premiada pelo pela agência do governo do Uganda responsável pelos registos civis (Uganda Registration Service Bureau) pelas suas contribuições para a literatura [16][17]
- 2015 - Nomeada para a bolsa Morland Writing Scholarship [16][18]
- 2014 - A Antologia de contros Queer Africa ganhou o prémio literário Lambda [16]
- 2011 - Prémio Jovens Empreendedores (Categoria Arte, Cultura e Moda)
- 2012 - Premiada pelo CODESRIA (Conselho do Desenvolvimento da Pesquisa nas Ciências Sociais em África)
- 2011 - Nomeada para o Prémio Caine de Literatura Africana [1][19]
- 2009 - Finalista do prémio literário PEN/John Studzinski [20]
- 2009 - Recebeu uma bolsa da Fundação Harry Frank Guggenheim [4]